# Jewish Released Time
Jewish Released Time, nota anche comes Sheloh (abbreviazione di Shi'urei Limud Hados - "classi per l'apprendimento della religione"), è un'organizzazione che promuove la facoltà degli studenti di avere "tempo libero" per studiare religione durante gli orari scolastici, in questo caso specificamente per l'apprendimento di materie religiose ebraiche per studenti ebrei statunitensi delle scuole pubbliche (primarie e secondarie).

## Attività
Tali classi facoltative vengono tenute fuori dei locali scolastici, secondo le disposizioni di legge della Corte Suprema degli Stati Uniti d'America, e sono di solito organizzate in una sinagoga delle vicinanze, o altro locale adibito al proposito. In maniera simile alle classi tenute da altre denominazioni religiose, quelle ebraiche si tengono una volta alla settimana (di solito il mercoledì), nell'ultima ora dell'orario scolastico. In queste lezioni gli studenti imparano a recitare preghiere ebraiche, vengono a conoscere la Torah, la storia ebraica, la Legge ebraica, l'etica. Gl'insegnanti sono studenti rabbinici provenienti dalla Yeshivah Lubavitch Tomchei Temimim locale o, nel caso non ci fosse tale yeshivah, l'insegnante è lo shluchim locale o uno dei suoi assistenti.